# Зелле, Христиан Готлиб
Христиан Готлиб Зелле (7 октября 1748, Щецин, Пруссия — 9 ноября 1800, Берлин Германия) — немецкий врач и философ.

## Биография
Родился Христиан Готлиб Зелле 7 октября 1748 года в Щецине в семье кузнеца. Он своего отца потерял очень рано. В возрасте 6 лет вместе с мамой переехал в Берлин и посвятил этому городу всю оставшуюся жизнь. В Берлине он занялся как медицинской деятельностью, так и философскими науками. Написал известное философское сочинение, которое сыграло важную роль в развитие материализма и стоял на позициях материалистического сенсуализма.
Скончался Христиан Готлиб Зелле 9 ноября 1800 года в Берлине.

## Избранные сочинения
- Зелле Х.Г. «Философские беседы».— Берлин, 1780.